# Santa María (nau)
La Santa María va ser el més gros dels tres vaixells emprats per Cristòfor Colom en el seu primer viatge al Nou Món en 1492. Era una nau, (també descrida com una carraca) usada com a "nau capitana" durant l'expedició.
Tenia 36 metres de llarg i tres pals. Era el vaixell més lent dels tres de l'expedició. El seu propietari era Juan de la Cosa. El 25 de desembre de 1492, va encallar a prop d'Haití, i en van usar fustes per construir un fort que va ser anomenat "Navidad".
Els altres vaixells de l'expedició eren dues caravel·les: La Niña i La Pinta. La diferència entre caravel·la i nau rau en l'eslora, que és major en la nau, la qual cosa li dona major capacitat de càrrega. Tots els vaixells eren de segona o tercera mà, almenys, quan es van emprar en l'expedició de Colom.

## Controvèrsies
La Santa María va ser anomenada originalment La Gallega, probablement perquè es va construir a Galícia. Sembla que els mariners l'anomenaven Marigalante. Bartolomé de las Casas mai no va usar els noms ni de La Gallega, ni de Marigalante o Santa María sinó que l'anomenava la Capitana o la Nao. Existeixen altres teories, com una que diu que va ser construïda a les drassanes reials de Falgote, a la localitat de Colindres, a Cantàbria. Altres veus afirmen que va ser construïda pels fusters de ribera del Puerto de Santa María.